# Alchemilla turuchanica
Alchemilla turuchanica es una especie de planta del género Alchemilla, perteneciente a la familia Rosaceae.

## Taxonomía
Alchemilla turuchanica fue descrita por Serguéi Yuzepchuk en 1932.

## Distribución
Se encuentra en el territorio del Krai de Krasnoyarsk.